# Virus (Excision)
Virus è il terzo album in studio del musicista canadese Excision, pubblicato il 25 ottobre 2016 dalla Rottun Recordings.

## Tracce
1. Virus – 5:31
2. Neck Brace (Messinian) – 4:20
3. Throwin' Elbows (Space Laces) – 3:02
4. Rave Thing – 3:48
5. Drowning (Akylla) – 3:49
6. Africa (w/ Dion Timmer) – 4:03
7. Are You Ready (w/ Protohype) – 3:01
8. Death Wish (w/ Sam King) – 3:05
9. Mirror (w/ Dion Timmer) – 4:15
10. Generator – 4:35
11. G Shit (w/ Sam King) – 3:47
12. Her (w/ Dion Timmer) – 4:09
13. With You (w/ Madi) – 4:36
14. Final Boss (w/ Dion Timmer) – 3:24
15. The Paradox – 4:53
16. Harambe (w/ Datsik & Dion Timmer) – 4:03